# Kikkawa Motoharu
Kikkawa Motoharu est un nom japonais traditionnel ; le nom de famille (ou le nom d'école), Kikkawa, précède donc le prénom (ou le nom d'artiste).
Kikkawa Motoharu (吉川 元春, 1530-25 décembre 1586) est le deuxième fils de Mōri Motonari. Il participe activement à toutes les guerres du clan Mōri.
Encore jeune, Motoharu est adopté dans le clan Kikkawa par Kikkawa Okitsune. Il devient chef de la famille vers 1550. Motoharu prend part à de nombreuses batailles aux côtés de son frère, Kobayakawa Takakage, dont la bataille de Miyajima de 1555 et la bataille de Nunobeyama en 1570. En 1566, il réclame la province d'Izumo pour fief, après qu'il a vaincu leur[Quoi ?], le clan Amago, dans une série de batailles.
Motoharu combat également dans de nombreuses batailles contre les Oda, tel le siège du château de Takamatsu. Après la mort d'Oda Nobunaga en 1582, Motoharu combat sous les ordres de Toyotomi Hideyoshi. Après sa mort en 1586, un de ses fils, Hiroie lui succède à la tête du clan Kikkawa.

## Famille
- Père : Mōri Motonari (1497-1571)
- Frères :
  - Mōri Takamoto (1523-1563)
  - Kobayakawa Takakage (1533-1597)
  - Mōri Motokiyo (1551-1597)
- Fils :
  - Kikkawa Motonaga (d. 1587)
  - Kikkawa Hiroie (1561-1625)

## Source de la traduction
- (en) Cet article est partiellement ou en totalité issu de l’article de Wikipédia en anglais intitulé « Kikkawa Motoharu » (voir la liste des auteurs).